# Johann Jakob Graff

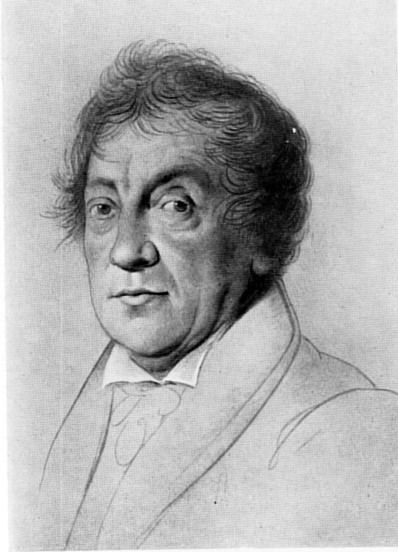
Johann Jakob Graff
Kreidezeichnung von J. Schmeller
Goethe-Nationalmuseum in Weimar

 Johann Jakob Graff  (* 23. September 1768 in Georgenthal; † 20. März 1848 in Weimar) war ein deutscher Theaterschauspieler.

## Leben
Johann Jakob Graff kam am 23. September 1768 mutmaßlich als Sohn eines protestantischen Theologen in Georgenthal (Colmar) zur Welt.
Johann Jakob Graff studierte in Straßburg Theologie, brach aber das Studium im Vorfeld der Französischen Revolution ab und flüchtete über Amsterdam nach Köln, wo er sich der Schauspielkunst zuwandte.

### Graffs erste Versuche in der Schauspielkunst
Am 9. April 1789 debütierte er als Cassio in „Othello“ auf der Bühne der Doblerschen Gesellschaft in Köln. 1790 war er Mitglied der Bossaschen Gesellschaft für mehrere Jahre und spielte auf ihren zahlreichen Gastspielen quer durch Süddeutschland unter anderem den Geheimrat Schenkl in dem Stück „Die sechs Schüsseln“ von Gustav Friedrich Großmann. Durch Vermittlung des Professors Friedrich Heinrich Jacobi (1743–1819) in Düsseldorf gelang es ihm am 10. April 1793 ein Engagement für das Hoftheater in Weimar zu erhalten und debütierte dort als Hofrat in dem Stück „Hagestolz“ von August Wilhelm Iffland. Unter dem Einfluss von Johann Wolfgang von Goethe und Friedrich Schiller feierte er schnell triumphale Erfolge und leistete in ernsten und würdevollen wie in heiteren Rollen Ausgezeichnetes und war namentlich als erster Darsteller in vielen klassischen Rollen bemerkenswert.

### Rolle als Wallenstein
Am 20. April 1799 spielte er mit großer Bravour den Wallenstein bei dessen gleichnamiger Uraufführung in Weimar. Schiller rühmte Graffs „gehaltenes Spiel“, seine „treffliche Rezitation“ und hob hervor, dass dem Künstler kein Wort auf dem Boden gefallen sei und schloss mit den Worten ab.

„Nicht so leicht soll es einem Anderen werden, den Wallenstein nachzuspielen“

Auch Goethe sprach von einer „gefühlvollen“ Darbietung, die die dunkle tiefe, mystische Natur von Wallenstein „vorzüglich trefflich“ wiedergegeben habe. Alles Gesagte wäre wahrhaftig und käme aus dem Herzen -„nur, daß er zuweilen, von seinem Gefühl fortgezogen, eine zu große Weichheit in seinen Ausdruck legte, der dem männlichen Geist des Helden nicht ganz entsprach.“. Aber auch seine weiteren Rollen im ernsten Fach wie die Rolle des Götz, Egmonts, König Philipps, Shrewsburys, Odvardos, um einige zu nennen gehörten zu seinen besten Leistungen.

### Rollen im Lustspiel
Johann Jakob Graff beherrschte aber auch das Lustspiel. Sein heiteres, frohsinniges Gemüt spiegelte sich in seiner Darstellung des Pächters in „Die beiden Klingsberg“, des Maurers Küper in das „Das zugemauerte Fenster“, des Pächters Veit in „Der Vetter aus Bremen“ und anderen Stücken. Bei seinen Vortrag fielen aber die Nachteile der in Weimarer verbreiteten Art zu deklamieren auf.
Seine Erscheinung wurde von Gotthardi unter anderem als „imponierend“ beschrieben, seine Gestalt sei muskulös, „hoheitblickend“, wenn auch nicht gerade auffallend groß. Stimmlich beherrsche er sein kräftiges, mächtiges Organ.

### Wertschätzung in Weimar
Johann Jakob Graff erfuhr große Wertschätzung in Weimar. Man versuchte ihn mit allen Mitteln am Hoftheater zu halten. 1802 erhielt er einen geheimen Zuschuss von 104 Talern und 1803 eine Pensionsberechtigung von 200 bzw. 300 Talern, sowie einen ungemein günstigen Vertrag. Johann Jakob Graff blieb dem Weimarer Theater bis an sein Ende erhalten, feierte am 9. April 1839 sein 50-jähriges Künstlerjubiläum und verabschiedete sich erst am 12. Mai 1841 in der Rolle des Abbé de l'Epée in „Der Taubstumme“ von der Bühne unter dem Fortbezug seines vollen Gehalts. Auch erhielt er die goldene Zivilverdienst-Medaille am landesfarbenen Bande für seine Verdienste verliehen. Am 20. März 1848 starb er in Weimar inmitten der Märzrevolution.